# Causeway Bay (stacja MTR)
Causeway Bay (chiński: 銅鑼灣) – jedna ze stacji MTR, systemu szybkiej kolei w Hongkongu, na Island Line. Została otwarta 31 maja 1985. 
Znajduje się na wyspie Hongkong, obsługując obszar Causeway Bay i Happy Valley Racecourse.